# Januarihändelserna (Litauen)
Januarihändelserna i Litauen inträffade mellan den 11 januari och den 13 januari 1991 under Litauens kamp för självständighet från Sovjetunionen och efter att Litauiska SSR hade deklarerat sin självständighet den 11 mars 1990.
I sammandrabbningar mellan Sovjetunionens armé och litauiska demonstranter vid TV-tornet i Vilnius dödades 13 civila demonstranter och en dog av hjärtattack. En soldat dog av skadorna efter en vådabeskjutning.
Omkring 1 000 människor skadades.
Händelserna utspelade sig främst i huvudstaden Vilnius och dess förorter samt i städerna Alytus, Šiauliai, Varėna och Kaunas.
Den 31 augusti 2015 väckte Litauen åtal mot 66 ryska, belarusiska och ukrainska medborgare för krigsbrott och brott mot mänskligheten.[uppföljning saknas]

## Bilder

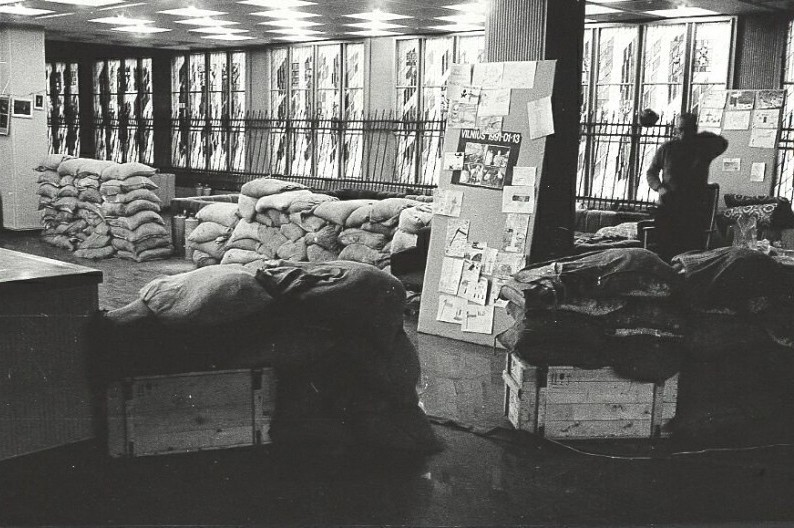
Seimaspalatset under januarihändelserna.